# Ailuroedus astigmaticus
L'uccello gatto di Huon (Ailuroedus astigmaticus Mayr, 1931) è un uccello passeriforme della famiglia Ptilonorhynchidae.

## Etimologia
Il nome scientifico della specie, astigmaticus, deriva dal greco e significa "privo di macchie" (dal prefisso negativo a-, che indica mancanza, sommato a στιγμα, stigma, "macchia"), in riferimento alla livrea.

## Descrizione

### Dimensioni
Misura 29 cm di lunghezza, per 196-285 g di peso: a parità d'età, i maschi sono leggermente più grossi e robusti rispetto alle femmine.

### Aspetto
Si tratta di uccelli dall'aspetto massiccio e robusto, muniti di testa piccola e arrotondata con becco forte e robusto di forma conica, lievemente ricurvo verso il basso nella sua parte distale, zampe allungate e robuste, ali lunghe e digitate e coda piuttosto lunga, sottile e di forma rettangolare.
Il piumaggio è di colore bruno scuro sulla calotta (fronte, vertice e nuca), mentre il dorso, le ali e la coda sono di colore verde scuro: l'area facciale è bianco-grigiastra con guance bruno-nerastre, mentre petto, ventre e fianchi sono di colore beige, con presenza di rade penne più chiare con orlo scuro.
Il becco è di color avorio con sfumature grigio-azzurrine, e le zampe si presentano di quest'ultimo colore: gli occhi sono invece di colore rosso cupo. 

## Biologia
L'uccello gatto di Huon è un animale diurno, che vive solitamente in coppie, le quali rimangono unite per la vita e collaborano nel pattugliamento del territorio, il quale (congiuntamente alla ricerca di cibo) occupa gran parte della giornata di questi uccelli: durante il periodo degli amori, le coppie reagiscono aggressivamente alla comparsa di eventuali intrusi conspecifici, specie qualora essi si vengano a trovare troppo vicini al nido, mentre durante il resto dell'anno esemplari di passaggio possono essere tollerati senza grossi problemi. Per il resto, invece, gli uccelli gatto di Huon all'infuori del periodo riproduttivo si dimostrano piuttosto schivi e difficili da osservare, muovendosi con circospezione e  rimanendo nascosti nella vegetazione fitta, dalla quale vocalizzano.

### Alimentazione
Si tratta di uccelli dalla dieta virtualmente onnivora, che si cibano in massima parte di frutta e bacche mature prelevate fra i rami di alberi e cespugli oppure al suolo, ma che possono integrare la propria dieta anche con altro materiale di origine vegetale (fiori, foglioline, semi e granaglie) e, sebbene più sporadicamente, con cibi di origine vegetale (insetti ed altri invertebrati, piccoli vertebrati).

### Riproduzione
Mancano dati in merito alle abitudini riproduttive di questa specie (soprattutto in virtù del fatto che a lungo questi uccelli siano stati considerati come una sottospecie e pertanto non studiati in maniera esauriente), tuttavia si ha motivo di ritenere che esse non differiscano in maniera significativa da quanto osservabile fra le specie congeneri.

## Distribuzione e habitat
L'uccello gatto di Huon, come del resto intuibile dal nome comune, è endemico della penisola di Huon, nella porzione nord-orientale di Papua Nuova Guinea: le popolazioni dei monti Adelbert (generalmente ascritte al uccello gatto settentrionale) potrebbero appartenere a questa specie.
L'habitat di questi uccelli è costituito dalla foresta pluviale montana, con predilezione per la foresta primaria e quella secondaria ben matura.

## Tassonomia
Fino a tempi recenti, l'uccello gatto maculato veniva considerato una sottospecie dell'uccello gatto guancenere: gli esami di carattere genetico hanno tuttavia evidenziato la distanza filetica fra i due taxa, ritenuta tale da giustificare l'elevazione di questi uccelli al rango di specie a sé stante.
La specie è monotipica.